# Оук-Крік (Вісконсин)
Оук-Крік (англ. Oak Creek) — місто (англ. city) в США, в окрузі Мілвокі штату Вісконсин. Населення — 36 497 осіб (2020).

## Географія
Оук-Крік розташований за координатами 42°52′49″ пн. ш. 87°54′3″ зх. д. / 42.88028° пн. ш. 87.90083° зх. д. (42.880237, -87.900765).  За даними Бюро перепису населення США в 2010 році місто мало площу 73,68 км², уся площа — суходіл.

## Демографія
Згідно з переписом 2010 року, у місті мешкала 34 451 особа в 14 064 домогосподарствах у складі 9077 родин. Густота населення становила 468 осіб/км².  Було 14754 помешкання (200/км²).
Расовий склад населення:
| - 87,7 % — білих - 4,5 % — азіатів - 2,8 % — чорних або афроамериканців - 0,7 % — корінних американців - 2,1 % — осіб інших рас |

До двох чи більше рас належало 2,1 %. Частка іспаномовних становила 7,5 % від усіх жителів.
За віковим діапазоном населення розподілялося таким чином: 23,6 % — особи молодші 18 років, 65,4 % — особи у віці 18—64 років, 11,0 % — особи у віці 65 років та старші. Медіана віку мешканця становила 37,4 року. На 100 осіб жіночої статі у місті припадало 96,6 чоловіків;  на 100 жінок у віці від 18 років та старших — 94,1 чоловіків також старших 18 років.
Середній дохід на одне домашнє господарство  становив 78 961 долар США (медіана — 65 319), а середній дохід на одну сім'ю — 92 904 долари (медіана — 83 229). Медіана доходів становила 55 667 доларів для чоловіків та 46 813 долари для жінок. За межею бідності перебувало 6,8 % осіб, у тому числі 6,9 % дітей у віці до 18 років та 9,1 % осіб у віці 65 років та старших.
Цивільне працевлаштоване населення становило 19 007 осіб. Основні галузі зайнятості: освіта, охорона здоров'я та соціальна допомога — 23,1 %, виробництво — 19,8 %, науковці, спеціалісти, менеджери — 9,7 %, фінанси, страхування та нерухомість — 8,9 %.